# Skupina Kosak
Skupina Kosak (izvirno nemško Gruppe Kosak) je bil korpus avstro-ogrske kopenske vojske, ki je bil aktiven med prvo svetovno vojno.

## Zgodovina
Korpus je bil v času svojega obstoja aktiviran dvakrat: med septembrom 1915 in avgustom 1916 ter med avgustom 1917 in marcem 1918.

## Poveljstvo
Poveljniki
- Ferdinand Kosak: september 1915 - avgust 1916 in avgust 1917 - marec 1918

Načelniki štaba
- Felix von Förster-Streffleur: september 1915 - avgust 1916
- Walter Slameczka: avgust 1917 - marec 1918